# Endlicheria oreocola
Endlicheria oreocola är en lagerväxtart som beskrevs av Chanderb.. Endlicheria oreocola ingår i släktet Endlicheria och familjen lagerväxter. Inga underarter finns listade i Catalogue of Life.